# Гендрік Віллем ван Лонн
Гендрік Віллем ван Лоон  (нід. Hendrik Willem van Loon; 1882-1944) — голландсько-американський історик, журналіст та ілюстратор книг, перший лауреат медалі Джона Ньюбері.
Народився в Роттердамі у сім'ї Гендріка Віллема ван Лоона  та Елізабет Йоганни Ганкен. В 1902 році Гендрік відправився на навчання в США, де навчався у Корнеллському університеті, у 1905 році отримавши ступінь бакалавра. Під час революції 1905 року працював у Росії кореспондентом Ассошіейтед Прес. У 1906 році він одружився з Елізою Боудіч, донькою гарвардського професора, у цьому шлюбі у нього було два сини — Генрі та Герард Віллем. Після одруження Гендрік з сім'єю переїхав до Німеччини, де у 1911 отримав ступінь доктора філософії в Мюнхенському університеті за роботу, яка стала його першою книгою — «Падіння Голландської республіки» (1913 р.). На початку Першої світової війни Гендрік ван Лоон був військовим кореспондентом у Бельгії, але незабаром переїхав до США і з 1915 став професором історії в Корнеллському університеті, а пізніше — в Гарвардському університеті. Гендрік ван Лоон користувався популярністю серед студентів за нестандартну манеру навчання, але колеги університетів ставилися до його методів скептично.
У 1919 році Гендрік ван Лоон отримав американське громадянство, а в 1920 році вдруге одружився. Його другою дружиною була Еліза Гелен (Джиммі) Крісвелл, з якою він згодом розлучився і в 1927 одружився з мериканською драматургинею Френсіс Гудрич, але і цей шлюб розпався. Наприкінці життя Гендрік ван Лоон знову зійшовся з Елізою Крісвелл, яка успадкувала його майно в 1944 році, але чи реєстрували вони знову шлюб, невідомо.
У 1920-1930-х роках Гендрік ван Лоон зробив кар'єру як журналіст, радіокоментатор, оглядач газет і журналів, запрошений лектор в декількох університетах США і автор ряду науково-популярних книг, що вийшли загальним тиражем в 6 мільйонів екземплярів. Книги Гендріка ван Лоона відрізняються довгими заголовками та підзаголовками, багато своїх книг він ілюстрував сам. Популярність Хендріка ван Лоона швидко зростала, і в деяких ЗМІ його називали «найвідомішим голландцем у Сполучених Штатах».
Найбільш відомою книжкою Гендріка ван Лоона є «Історія людства», за яку він був удостоєний заснованої у 1922 році медалі Джона Ньюбері. Цю книгу за життя доповнював ван Лоон, потім доповнення вносив його син та інші історики.
У 1920-1930-х роках Гендрік ван Лоон багато разів бував у Європі, в тому числі в Німеччині, але після приходу до влади нацистів його книжки були заборонені, а йому самому заборонено в'їзд до Німеччини. У відповідь Хендрік ван Лоон у 1938 році написав книгу «Наша боротьба: відповідь однієї людини на „Майн кампф“ Адольфа Гітлера» (англ. Our Battle, Being One Man's Answer to "My Battle" by Adolf Hitler), яка отримала схвалення президента США Франкліна Рузвельта. Гендрік ван Лоон брав активну участь у виборчій кампанії Рузвельта 1940 року, закликаючи США та американців боротися проти тоталітаризму.
Хендрік ван Лоон помер у 1944 році в Олд-Гринвічі, штат Коннектикут і похований на місцевому цвинтарі.

## Закон ван Лоона
Закон ван Лоона представляється «Ступінь технічного розвитку завжди буде у зворотному відношенні до рабів, які знаходяться в розпорядженні країни». Закон є погано сформульованою заявою, зробленою в книзі Стюарта Чейза «Чоловіки та машини», опублікованій у 1929 році. Автором може бути Хендрік Віллем ван Лоон .

## Публікації

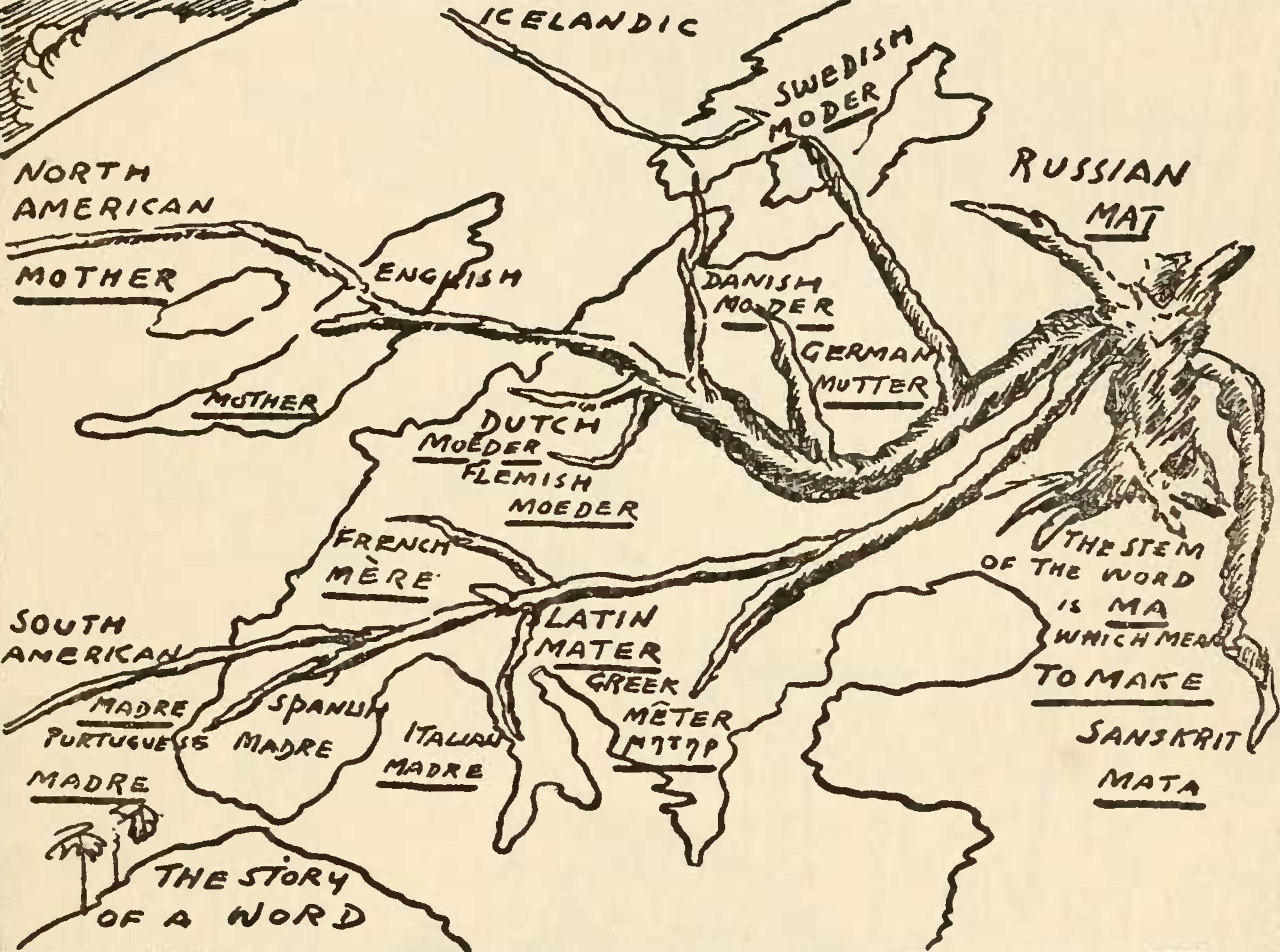
Припущення щодо еволюції слова мати в книжці ван Лоона Історія людства